# Garretson W. Gibson
Garretson Wilmot Gibson, né le 20 mai 1832 à Baltimore au Maryland et mort le 26 avril 1910 à Monrovia au Liberia, est un homme politique libérien et quatorzième président de la république du Liberia du 11 décembre 1900, date de la démission du président William D. Coleman, au 4 janvier 1904. 
Membre du True Whig party, il est le dernier président libérien à être né aux États-Unis.

## Jeunesse et début de carrière
Né dans le Maryland, aux États-Unis, sa famille émigre au Liberia en 1845. Après avoir reçu une éducation en écoles de mission, il retourne au Maryland pour étudier la théologie. Ordonné prêtre, il est par la suite le recteur de l'église de la Trinité épiscopale de Monrovia. Il est également fait aumônier pour le Sénat libérien. Plus tard, il devient président du conseil d'administration du Liberia College puis président du Collège.

## Parcours politique
Gibson commence véritablement sa carrière politique en tant que juge de paix. Avec l'élection de William D. Coleman à la présidence en 1897, Gibson est nommé secrétaire d'État. Il sert dans le gouvernement jusqu'à la mort du vice-président Joseph J. Ross le 24 octobre 1899. Il est alors nommé pour le remplacer par le président Coleman. Ce dernier, trop proche des républicains, perd le soutien du True Whig et démissionne de la présidence le 11 décembre 1900.

## Président de la République
Après la démission de Coleman, Gibson est choisi pour lui succéder jusqu'à la prochaine élection qu'il remporte en 1901.
En 1903, les Britanniques forcent à une concession du territoire libérien à la Sierra Leone, mais la tension le long de cette frontière reste élevée. Chaque fois que les Britanniques et les Français semblent déterminés à élargir leurs possessions aux dépens du Liberia, les apparitions périodiques de navires de guerre américains découragent les empiétements, même si les administrations américaines successives rejettent les appels de Monrovia pour un soutien plus vigoureux. 
En 1903, il renonce à briguer un second mandat et c'est son secrétaire au Trésor, Arthur Barclay, qui lui succède.